# Syngria cinerea
Syngria cinerea är en fjärilsart som beskrevs av W. Warren 1900. Syngria cinerea ingår i släktet Syngria och familjen Uraniidae. Inga underarter finns listade i Catalogue of Life.